# Гута Любицька
Гута Любицька (пол. Huta Lubycka) — село в Польщі, у гміні Любича-Королівська Томашівського повіту Люблінського воєводства.
Населення — 139 осіб (2011).
Розташоване на Закерзонні (в історичному Надсянні).

## Історія
На 01.01.1939 у селі мешкало 320 осіб (150 українців, 160 поляків, 10 євреїв).
У 1975—1998 роках село належало до Замойського воєводства.

## Демографія
Демографічна структура станом на 31 березня 2011 року:
|          | Загалом | Допрацездатний вік | Працездатний вік | Постпрацездатний вік |
| -------- | ------- | ------------------ | ---------------- | -------------------- |
| Чоловіки | 66      | 9                  | 49               | 8                    |
| Жінки    | 73      | 17                 | 34               | 22                   |
| Разом    | 139     | 26                 | 83               | 30                   |